# Parcieux
Parcieux (früher: Parcieux-en-Dombes) ist eine französische Gemeinde mit 1.317 Einwohnern (Stand: 1. Januar 2022) im Département Ain in der Region Auvergne-Rhône-Alpes. Sie gehört zum Kanton Trévoux im Arrondissement Bourg-en-Bresse und ist Mitglied im Gemeindeverband Dombes Saône Vallée. Die Einwohner werden Parcevins genannt.

## Geografie
Die Gemeinde Parcieux befindet sich 19 Kilometer nördlich von Lyon westlich der Seenlandschaft Dombes. Die Saône begrenzt die Gemeinde im Westen und markiert hier die Grenze zum Département Métropole de Lyon.
Umgeben wird Parcieux von den Nachbargemeinden Reyrieux im Norden, Civrieux im Osten, Massieux im Süden sowie Quincieux im Westen.

## Bevölkerungsentwicklung
| Jahr                       | 1962 | 1968 | 1975 | 1982 | 1990 | 1999 | 2006 | 2012 | 2021 |
| Einwohner                  | 408  | 438  | 481  | 652  | 784  | 909  | 1018 | 1124 | 1319 |
| Quellen: Cassini und INSEE |      |      |      |      |      |      |      |      |      |

## Sehenswürdigkeiten

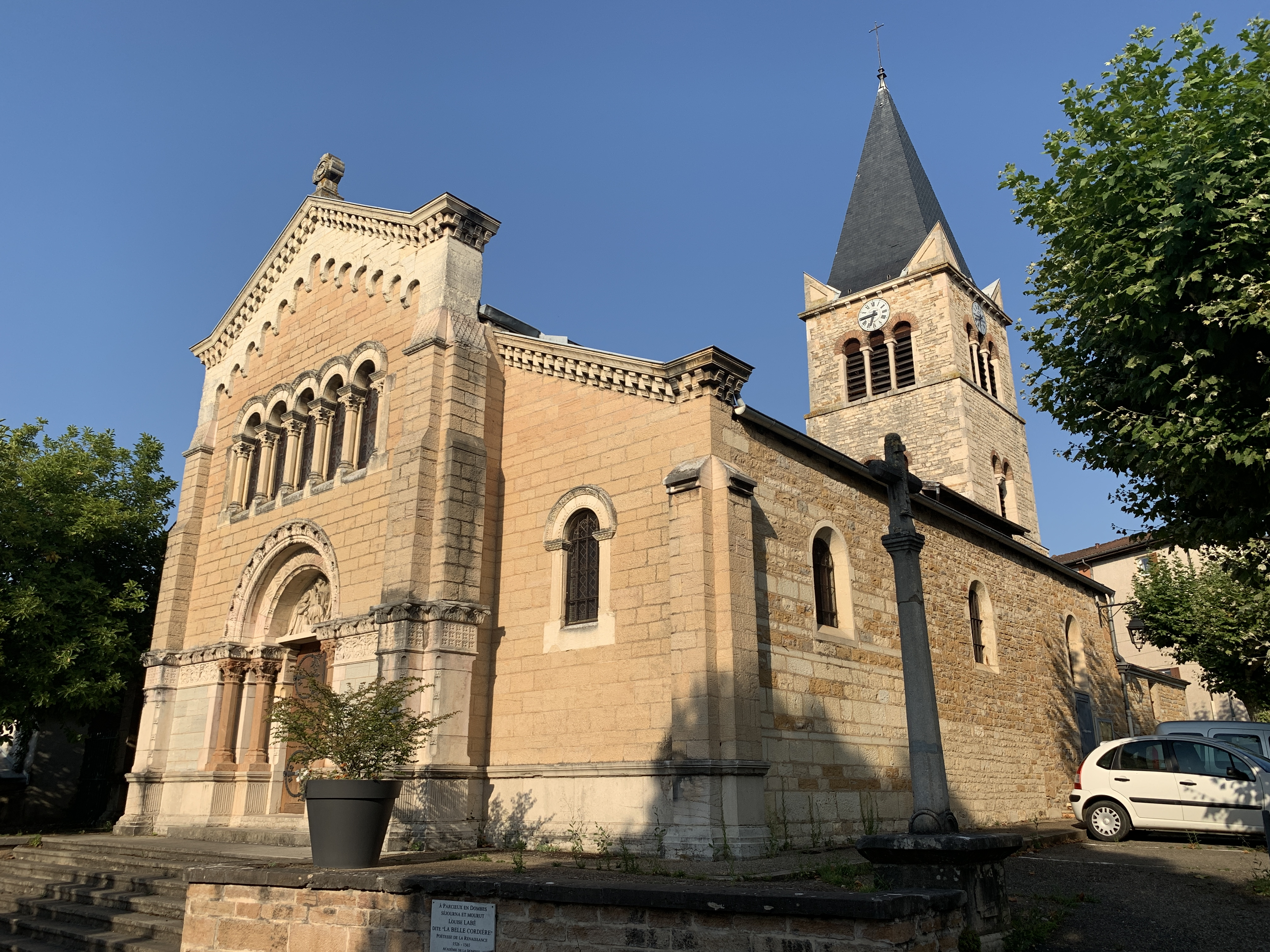
Kirche Saint-Roch
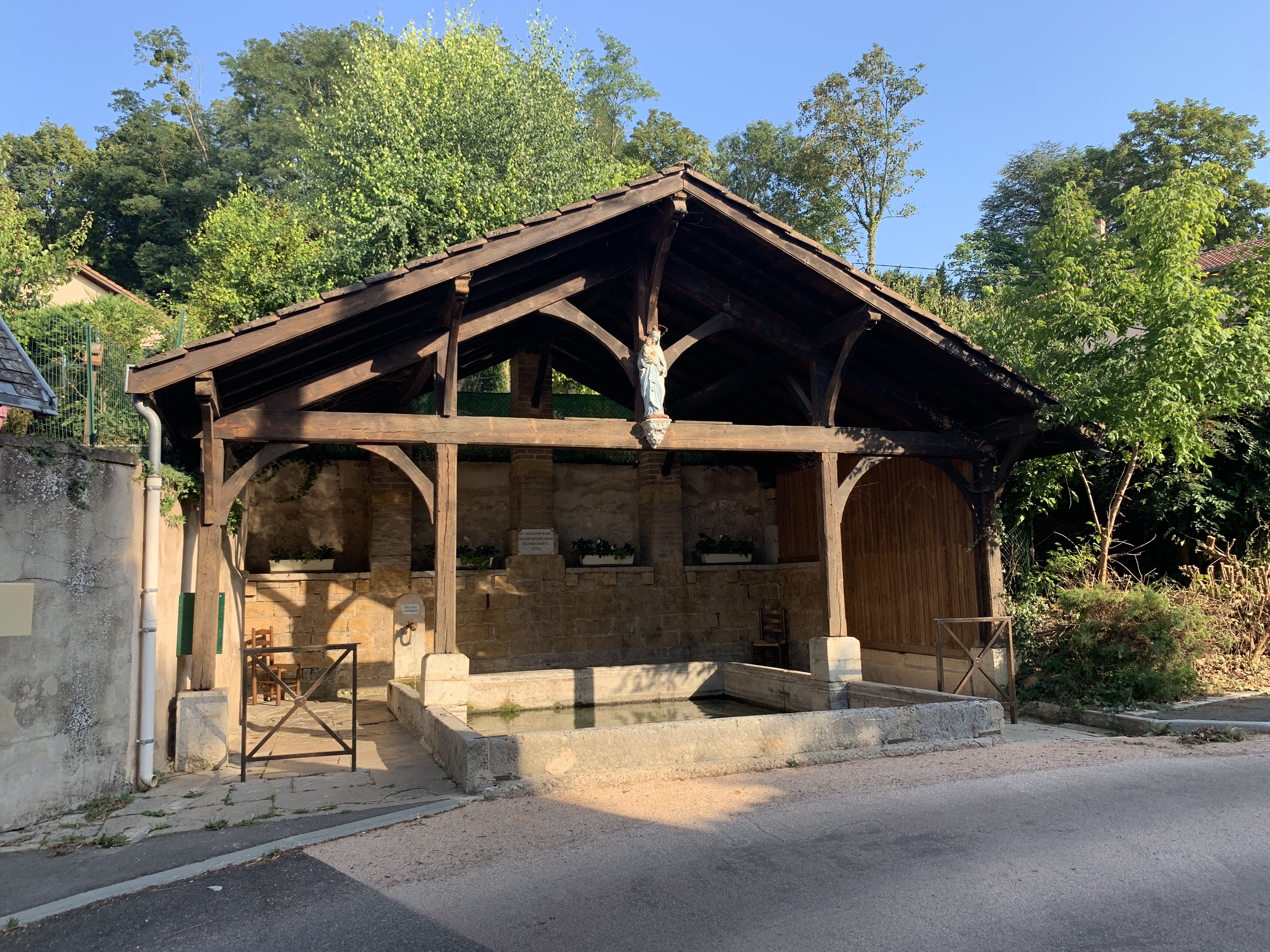
Ehemaliges öffentliches Waschhaus (lavoir)
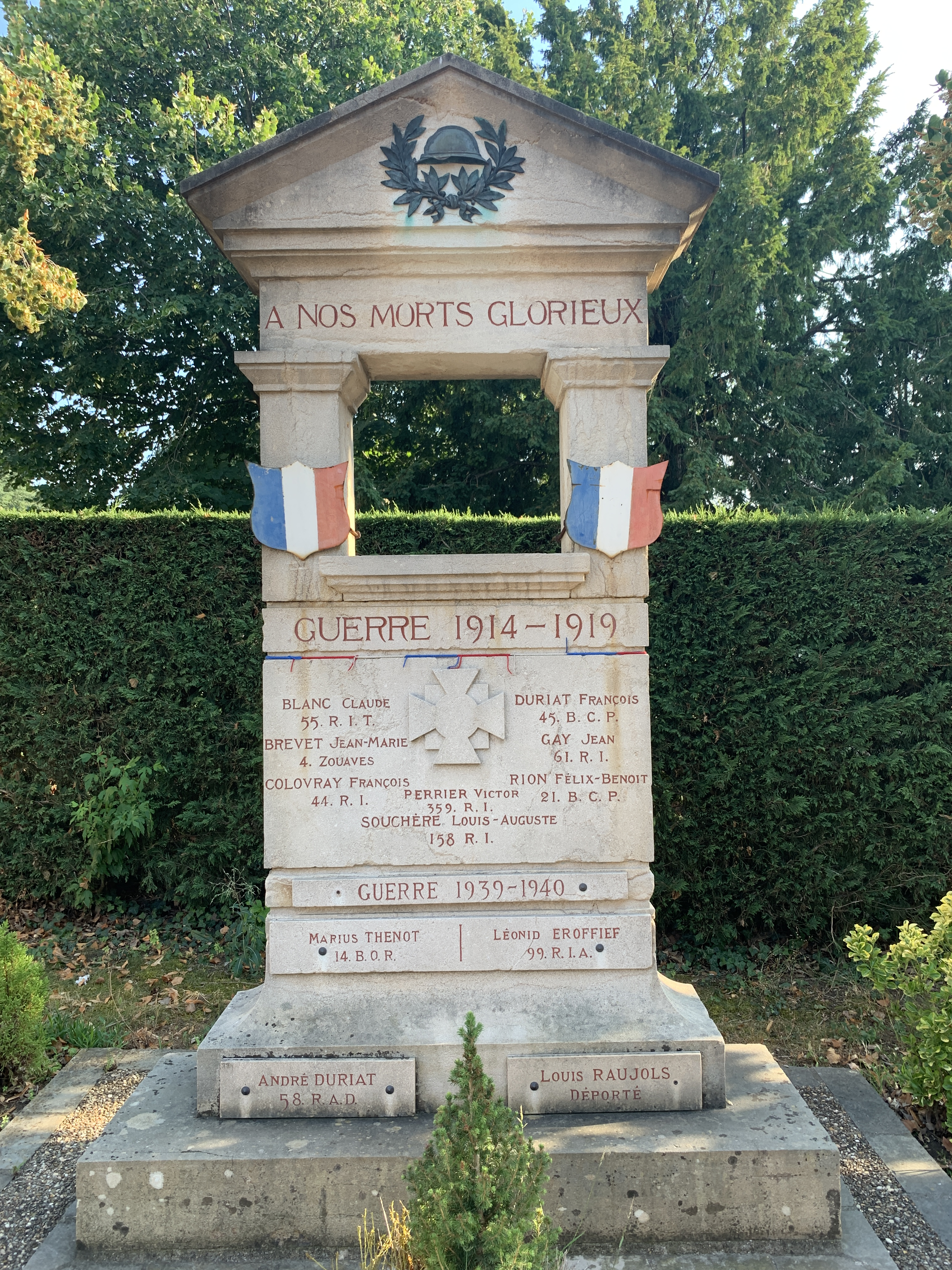
Gefallenendenkmal

- Schloss Grange-Blanche aus dem 16. Jahrhundert
- Lavoir

- Kirche Saint-Roch
- Ehemaliges öffentliches Waschhaus (lavoir)
- Gefallenendenkmal

## Persönlichkeiten
- Louise Labé (1524–1566), Schriftstellerin